# Киммриц, Вилли
Вильгельм Фридрих Киммриц (нем. Wilhelm Friedrich Kimmritz, или Вилли Киммриц (нем. Willi Kimmritz); 26 июня 1912 — 26 мая 1950) — немецкий серийный убийца и насильник, действовавший в Советской зоне оккупации Германии. Известен под прозвищем «Ужас Бранденбургского леса». Совершил около 23 нападений на женщин с целью изнасилования, в том числе не менее 4 убийств в 1946 — 1948 годах. Казнён по приговору суда.

## Биография
Вилли Киммриц родился 26 июня 1912 года в городе Врицене в многодетной рабочей семье. Был младшим из четырнадцати детей. Отучившись семь классов, был вынужден в связи со смертью отца уйти работать батраком в зажиточных крестьянских хозяйствах, позже работал кучером. В 1936 году был приговорен к 3 годам лишения свободы за изнасилование. Срок отбыл в тюрьме города Голенюв. После освобождения женился, в семье родился ребенок. Тем не менее в 1943 году он был пойман на хищении с места работы продуктов питания (которые в условиях военного времени отпускались по карточкам), за что получил в качестве наказания ещё 3 года исправительно-трудового лагеря. Вскоре после повторного осуждения жена Киммрица оформила развод.
В апреле 1945 года Киммриц был освобожден из лагеря Красной армией, выдав себя за «невинную жертву» нацистского режима, он смог снискать расположения у новой власти и получил должность начальника продовольственного склада. Однако уже вскоре его вновь уличили в хищениях и растратах и объявили в розыск, но в условиях послевоенного времени серьезно не искали. Киммриц бежал в Бад-Фрайенвальде к своей матери, где прожил несколько месяцев. В начале 1946 года Киммриц приехал в Берлин, где начал сожительствовать с проституткой, а деньги добывать грабежами и кражами.

## Серия убийств, суд и казнь
Вскоре после переезда  в Берлин Киммриц вечерами начал совершать нападения на одиноких женщин с целью изнасилования и ограбления. Как правило, схема нападения всегда была одинаковой, в вечернее время под различными предлогами он заманивал одиноко идущих женщин в безлюдные места Бранденбурского леса, где насиловал и в большинстве случаев грабил их, если жертва начинала слишком активно сопротивляться и звать на помощь, преступник душил её. После ареста Киммриц признался, что в период с 1946 по 1948 годы совершил 23 нападения на женщин, в том числе 4 убийства. 
Преступника могли задержать ещё в самом начале серии нападений и убийств, так как первые несколько женщин выжили и смогли подробно описать преступника, тем не менее дело длительное время не объединяли в серию, так как в неразберихе первых послевоенных лет полиции не хватало опытных сотрудников, а советскому руководству была не выгодна версия о том, что в их секторе оккупации действует сексуальный маньяк. Задержать Вилли Киммрица удалось лишь 11 сентября 1948 года во французском секторе оккупации Берлина, где его на улице случайно встретила и опознала одна из выживших жертв.
На первых же допросах преступник признался в совершении нападений и убийств женщин и был передан советским оккупационным властям, так как большая часть нападений была совершена именно в их секторе. Киммриц был этапирован в Потсдамскую окружную тюрьму, где содержался до суда. Суд над Вилли Киммрицом начался 18 февраля 1949 года и продолжался всего один день. В ходе разбирательства Киммриц был признан виновным в совершении 3 убийств и 13 изнасилований, а также в десятках краж и грабежей и приговорен к смертной казни. Советские оккупационные власти не желали привлекать к расследованию и суду представителей оккупационных властей союзников, в связи с этим 1 убийство и 10 изнасилований, совершённых Киммрицем не в советском секторе оккупации Берлина, из дела были исключены. В 4 часа утра 26 мая 1950 года Вилли Киммриц был гильотинирован в тюрьме города Франкфурт-на-Одере.